# James Blood Ulmer
James Blood Ulmer (ur. 2 lutego 1942 w St. Matthews, Karolina Południowa) – amerykański gitarzysta jazzowy i bluesowy.
Ulmer rozpoczynał karierę grając z różnymi grupami soul-jazzowymi, a po raz pierwszy nagrywał z Hankiem Marrem w 1964. W 1971 przeniósł się do Nowego Jorku, gdzie grał z Jazz Messengers Arta Blakeya, Joe Hendersonem, Paulem Bleyem, Rashiedem Alim i Larrym Youngiem.
Na początku lat 70. Ulmer współpracował z Ornette’em Colemanem. Był pierwszym muzykiem grającym na gitarze elektrycznej, który koncertował i nagrywał z Colemanem. Ulmer wymienia Colemana jako jazzmana, który wywarł ogromny wpływ na jego muzykę, natomiast skłonność do jazz fusion, podczas sesji z nim, pochodzi od Ulmera.
Ulmer założył grupę The Music Revelation Ensemble, do której należeli David Murray i Ronald Shannon Jackson. Razem z różnymi wcieleniami grupy grali również Julius Hemphill, Arthur Blythe, Sam Rivers i Hamiet Bluiett. W latach 80. razem z saksofonistą George’em Adamsem Ulmer prowadził również grupę Phalanx.
Ulmer nagrał wiele albumów jako leader, włączając trzy ostatnie, utrzymane w bluesowej stylistyce, wyprodukowane przez Vernona Reida. Jego muzyka określana jest często jako free funk, on sam najczęściej nazywa ją no wave music, a swój styl harmolodycznym.
W 2005 James Blood Ulmer wystąpił na 25. edycji Rawa Blues Festival. Artysta wystąpił również na jubileuszowej, 30. edycji tego festiwalu, która odbyła się 9 października 2010 w katowickim Spodku.
11 lipca 2015 wystąpił w Suwałkach na 8. edycji Suwałki Blues Festival

## Dyskografia
Jako leader
- Revealing (In+Out, 1977)
- Tales of Captain Black (Artists House, 1978)
- Are You Glad to Be in America? (Rough Trade, 1980)
- Freelancing (Columbia, 1981)
- Black Rock (Columbia, 1982)
- Live at the Caravan of Dreams (Caravan of Dreams, 1986)
- America Do You Remember the Love? (Blue Note, 1987)
- Blues Allnight (In+Out, 1989)
- Black and Blues (DIW, 1990) Drayton, Ali, Weston
- Harmolodic Guitar with Strings (DIW, 1993)
- Blues Preacher (Sony, 1994)
- Forbidden Blues (DIW, 1996)
- Blue Blood (Innerhythmic, 2001)
- Memphis Blood: The Sun Sessions (Hyena, 2003)
- No Escape From The Blues (M, 2003)
- Birthright (Hyena, 2005)
- Bad Blood in the City: The Piety Street Sessions (Hyena, 2007)
- Blues Legacy: Solo Live (American Revelation, 2009)
- Live: Black Rock Reunion (American Revelation, 2010)
- In and Out (In+Out, 2010)

Z Odyssey Band
- Odyssey (Columbia, 3-5/83) Charles Burnham, Warren Benbow
- Part Time (Rough Trade, 1983)
- Reunion (Knitting Factory, 1997) Burnham, Benbow
- Back in Time (Pi, 2005) Odyssey the Band: Burnham, Benbow

Z The Music Revelation Ensemble
- No Wave (Moers, 1980)
- Music Revelation Ensemble (DIW, 1988)
- Electric Jazz (DIW, 1990)
- After Dark (DIW, 1991)
- In the Name of... (DIW, 1993)
- Cross Fire (DIW, 1996)

Z Phalanx
- Phalanx (Moers, 1985)
- Original Phalanx (DIW, 1987)
- In Touch (DIW, 1988)

Z Third Rail
- South Delta Space Age (Antilles, 1995)

Jako sideman
- Hank Marr: Sounds from the Marr-ket Place (King, 1967, rec.1964)
- John Patton: Accent on the Blues (Blue Note, 1969)
- Larry Young: Lawrence of Newark (Perception/Castle, 1973)
- Rashied Ali Quintet: Rashied Ali Quintet (Survival/Knitting Factory, 1973)
- Arthur Blythe: Lenox Avenue Breakdown (Columbia, 1979)
- Arthur Blythe: Illusions (Columbia, 1980)
- Jamaaladeen Tacuma: Show Stopper (Gramavision, 1982–1983)
- David Murray: Children (Black Saint, 1984)
- David Murray: Recording N.Y.C. 1986 (DIW, 1986)